# Elmerina
Elmerina Bres. – rodzaj grzybów z rzędu uszakowców (Auriculariales). W Polsce występuje tylko jeden gatunek.

## Charakterystyka
Grzyby nadrzewne, saprotroficzne, poliporoidalne. Owocniki prawie kapeluszowe, siedzące lub rozpostarto-odgięte. Powierzchnia górna gładka, owłosiona lub chropowata. Hymenium poroidalne, powierzchnia porów kremowożółta, różowawa lub jasnobrązowa, pory kanciaste do sześciokątnych lub blaszkowatych, zwykle z widocznymi kołkami strzępkowymi. System strzępkowy dimityczny, strzępki generatywne ze sprzążkami, strzępki szkieletowe nierozgałęzione, szkliste do jasnożółtych, grubościenne, ale zwykle nie pełne. Czasami występują cystydy. Probazydia początkowo jajowate do gruszkowatych. Bazydiospory cienkościenne, jajowate, gładkie, w odczynniku Melzera nieamyloidalne. Występują głównie w klimacie tropikalnym.

## Systematyka i nazewnictwo
Pozycja w klasyfikacji według Index Fungorum: Auriculariaceae, Auriculariales, Auriculariomycetidae, Agaricomycetes, Agaricomycotina, Basidiomycota, Fungi.
Takson utworzył Giacomo Bresàdola w 1912 r. Synonim naukowy: Elmeria Bres.
Gatunki:
- Elmerina berkeleyi (Sacc. & Cub.) Petch 1924
- Elmerina borneensis (Jülich) D.A. Reid 1992
- Elmerina caryae (Schwein.) D.A. Reid 1992 – tzw. porotrzęsak szarawy
- Elmerina cladophora (Berk.) Bres. 1912
- Elmerina fragilis F. Wu & Hai J. Li 2015
- Elmerina hexagonoides (A. David & Jaq.) Núñez 1998
- Elmerina hispida (Imazeki) Y.C. Dai & L.W. Zhou 2013
- Elmerina holophaea (Pat.) Parmasto 1984
- Elmerina phellinoides Vlasák & Ryvarden 2016
- Elmerina sclerodontia (Mont. & Berk.) Miettinen & Spirin 2018
- Elmerina unguliformis Corner 1989

Wykaz gatunków i nazwy naukowe na podstawie Index Fungorum. Nazwy polskie według Władysława Wojewody.